# Don't Smile at Me

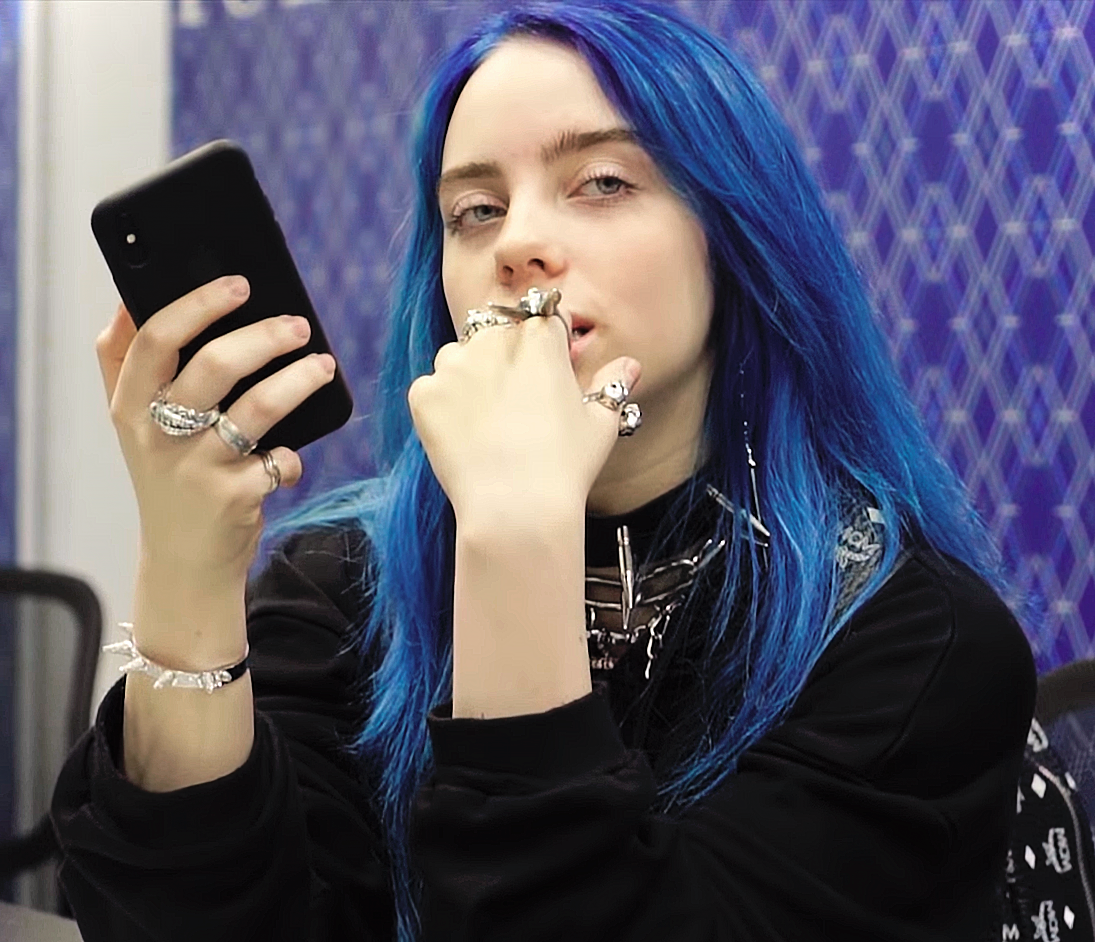
Billie Eilish, cantant i compositora de l'EP.

Don't Smile at Me (estilitzat dont smile at me) es un EP de la cantant i compositora Billie Eilish. Va ser llançat el dia 11 d'agost del 2017 a través de Interscope Records i hi té diferents singles inclosos com "Ocean Eyes", "Bellyache", "Watch", "Copycat" o "Idontwannabeyouanymore". La cançó de "My boy" es va utilitzar en el quart episodi de la tercera temporada de la sèrie de televisió "Shadowhunters", La seva cançó viral "Ocean Eyes" va ser inclosa a les pel·lícules "The Hate u Give" i "Everything Everything".